# Кут

Символ кута

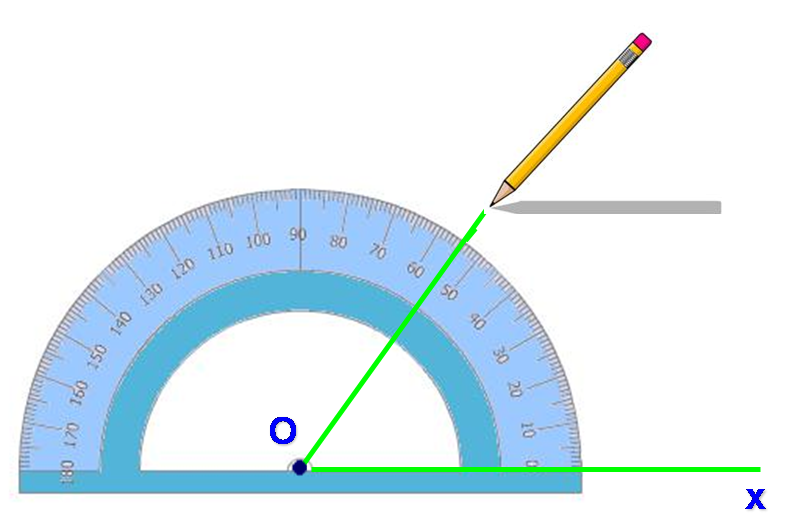
Побудова кута величиною 55° з використанням транспортира

Кут плоский (площинний) — геометрична фігура, утворена двома променями (сторонами кута), які виходять з однієї точки, що називається вершиною кута.
Ряд практичних задач приводить до доцільності розглядати кут як фігуру, що утворюється при обертанні фіксованого променя навколо точки О (з якої виходить промінь) до заданого положення. У цьому випадку кут є мірою відстані між двома променями, що виходять з однієї точки або мірою повороту променя. Таке визначення дозволяє узагальнити поняття кута: залежно від напрямку обертання розрізняють додатні й від'ємні кути, розглядають кути, більші від розгорнутого і повного, кути, рівні нулю тощо. В тригонометрії це дозволяє вивчати тригонометричні функції для будь-якого значення аргументу.
Поняття кута узагальнюється також на різні об'єкти, що розглядаються в стереометрії (див. нижче).

## Позначення

Позначення кута

Для позначення кутів в планіметрії найчастіше використовуються три великі латинські літери, середня з яких відповідає вершині, а дві інші разом із вершиною задають промені. Для того, щоб відрізнити позначення кута від позначення трикутника перед трьома літерами ставиться знак {\displaystyle \angle }. Наприклад, {\displaystyle \angle {\text{ABC}}} означає кут з вершиною в точці B і променями BA та BC. У зв'язку з вибором в математиці напрямку відліку кутів проти годинникової стрілки, точки, що лежать на сторонах в позначенні кута, прийнято перераховувати також у напрямі проти стрілки годинника. Кут можна позначати також однією великою латинською літерою, що відповідає його вершині в тому випадку, коли це не призводить до неоднозначності.
Для зручності оперування з кутами деякі кути на рисунках та кресленнях і в формулах позначають малими грецькими літерами (α, β, γ, θ, φ тощо), перед якими знак кута не ставиться. Для позначення тілесних кутів (див. нижче) найчастіше використовують літери ω та Ω.
На схемах кути позначаються малими одинарними, подвійними або потрійними дужками, що проходять по внутрішній області кута з центрами у вершині кута. Рівність кутів може відзначатися однаковою кратністю дужок або однаковою кількістю поперечних штрихів на дужці. Якщо необхідно вказати напрямок відліку кута, він відзначається стрілкою на дужці. Прямі кути відзначаються не дужками, а двома сполученими рівними відрізками, розташованими так, що разом зі сторонами вони утворюють невеликий квадрат, одна з вершин якого збігається з вершиною кута.

## Конгруентність
Для порівняння кутів використовується поняття конгруентності, що є аналогом поняття рівності для чисел. Два кути називаються конгруентними, якщо їх можна сумістити за допомогою операцій ізометрії: переносу, обертання і дзеркального відбиття, тобто таких операцій, при яких не змінюється віддаль між будь-якими точками на площині.
Для порівняння кутів необхідно сумістити їхні вершини, й один із двох променів для кожного кута. Якщо при цьому другі промені теж накладаються один на одного, то ці кути конгруентні. Якщо при накладанні вершин і одного з променів простір, обмежений сторонами кута α повністю поміщається в просторі, обмеженому сторонами кута β, то кут α менший від кута β, і, відповідно, кут β більший від кута α.
Нестрого й неформально конгруентні кути називають рівними.

## Вимірювання

Мірою кута є відношення довжини дуги S до радіуса r

Ілюстрація від'ємних кутів та кутів, більших від повного

### Одиниці вимірювання кутів у SI
У міжнародній системі одиниць SI використовується спосіб вираження величини кута, за якого кут — безрозмірнісна величина. Цей спосіб вимірювання базується на означенні радіана. За цього значення кута за означенням дорівнює відношенню довжини дуги S кола з центром у вершині кута і будь-яким радіусом до величини цього радіуса r. Це відношення не залежить від вибору радіуса. Кут величиною 1 радіан визначається як такий, за якого відношення довжини дуги до радіуса дорівнює одиниці, тобто довжина дуги дорівнює радіусу. Безрозмірнісні величини кутів зручно використовувати у тригонометрії.

### Позасистемні одиниці вимірювання кутів
Традиційно кути вимірюють у кутових градусах, мінутах і секундах. При цьому розгорнутий кут ділиться на 180 градусів, кожен із градусів ділиться на 60 мінут, кожна з мінут на 60 секунд. Градуси позначаються значком °, наприклад, 37°, мінути штрихами, а секунди подвійними штрихами.
Кут можна розглядати і як фігуру, утворену обертанням променя, починаючи з певного початкового положення. Тоді, залежно від напрямку обертання, величина кута може набувати як додатних, так і від'ємних значень. За домовленістю вважається, що при обертанні променя проти годинникової стрілки величина кута зростає від нуля до додатних значень. При обертанні за годинниковою стрілкою величина кута зменшується, набуваючи від'ємних значень.
Такий підхід дозволяє також розглядати значення кутів, більші від повного кута, якщо промінь здійснить більше від одного оберту. Це зручно в тригонометрії та фізиці.

Шкала компаса

Позначення кута нахилу дороги на дорожньому знаку

У морській справі кути вимірюються у румбах. 1 румб дорівнює 1⁄32 від повного кола (360 градусів) компаса, тобто 11,25 градуса чи 11°15′.
В астрономії кут прямого піднесення і годинний кут в екваторіальній системі координат вимірюються в годинах, мінутах і секундах (що становлять відповідно 1⁄24, 1⁄1440 та 1⁄86400 від повного кола); це пов'язане з кутовою швидкістю осьового обертання Землі, яка робить приблизно 1 оберт за 24 години. Отже, за одну годину (хвилину, секунду) часу небесна сфера «повертається» приблизно на 1 годину (хвилину, секунду) у кутовій мірі. Інші кутові величини в астрономії виражаються зазвичай у градусах, мінутах та секундах дуги. Слід зазначити щоб уникнути плутанини, що одна секунда (мінута) прямого піднесення дорівнює 15 секундам (мінутам) дуги.
В артилерії та збройовій справі використовуються також тисячні (1/1000 частина радіана) та поділки кутоміра.
У деяких контекстах, таких як ідентифікація точки в полярних координатах чи опис орієнтації об'єкта у двох вимірах відносно його базової орієнтації, кути, що відрізняються на ціле число повних обертів, фактично є еквівалентними. Наприклад, у таких випадках можна вважати еквівалентними кути 15° та 360015° (= 15° + 360°×1000). В інших контекстах, таких як ідентифікація точки на спіральній кривій або опис сукупного обертання об'єкта у двох вимірах відносно його початкової орієнтації, кути, що відрізняються на ненульове ціле число повних обертів, не є еквівалентними.
Деякі плоскі кути мають спеціальні назви. Крім вищезгаданих одиниць вимірювання (радіан, румб, градус тощо), слід згадати:
- квадрант — прямий кут, 1⁄4 кола);
- секстант — 1⁄6 кола, величина шкали приладу для вимірювання кутів — секстанта;
- октант — 1⁄8 кола; крім того, в стереометрії октантом називають тригранний кут, утворений трьома взаємно перпендикулярними площинами.

Малі кути (наприклад, кут похилу поверхні) іноді вимірюють не власне кутовою мірою, а її тангенсом (або синусом), тобто відношенням піднесення по нахилені площині до проєкції на горизонталь пройденого по ній шляху (або до самого цього шляху). Для випадку малих кутів похилу це відношення приблизно дорівнює куту, вираженому в радіанах (tg α ≈ sin α ≈ α при α << 1). При цьому це відношення виражається зазвичай у відсотках або проміле. Наприклад, похил дороги у 10 % означає, що на кожні 100 метрів шляху (у проєкції на горизонталь) дорога піднімається на 10 м; кут до горизонту дорівнює arctg(10/100) ≈ 5,71° ≈ 0,1 радіана.

### Напрям відліку кутів
У математиці та фізиці, зазвичай, додатнім напрямом відліку кутів вважається напрям проти стрілки годинника. Переважно, кут починають вимірювати від променя, початок якого збігається з центром системи координат (СК), а напрям — з додатним напрямом осі абсцис.
Для визначення напряму відліку кутів у тривимірному просторі використовують правило гвинта.
В географії та геодезії за початок відліку кутів по азимуту прийнято напрям «на північ»; кут відлічується за годинниковою стрілкою. Отже, напряму «на схід» відповідає азимутальний кут 90°, «на південь» — 180°, «на захід» — 270°. У військовій справі (артилерії) напрям відліку кутів є аналогічним, але відлік ведуть у тисячних або поділках кутоміра.

### Прилади для вимірювання кутів

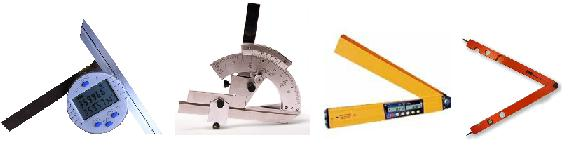
Кутоміри

Прилади для вимірювання кутів називаються кутомірами. Найпопулярніший із них транспортир. Транспортир можна використовувати як для вимірювання, так і для побудови кута певної величини.
Вимірювання кутів є важливою практичною задачею в багатьох областях науки і техніки: в астрономії, навігації, в будівництві та гірництві тощо.
За допомогою тригонометрії вимірювання кутів дозволяє визначати віддалі між далекими об'єктами. Для задоволення потреби вимірювання кутів розроблено багато високоточних інструментів: теодолітів, гоніометрів, секстантів і т. д.

### Постулат додавання кутів
У постулаті додавання кута зазначено, що якщо кут B знаходиться у внутрішній частині кута AOC, то
{\displaystyle m\angle AOC=m\angle AOB+m\angle BOC}
Міра кута AOC — сума міри кута AOB і міри кута BOC. У цьому постулаті не має значення, в якій одиниці вимірюється кут, доки всі кути вимірюються в однаковій одиниці вимірювання.

### Одиниці вимірювання
Одиниці, які використовуються для представлення кутів, перераховані нижче в порядку зменшення величини. Серед цих одиниць найчастіше використовуються градус і радіан. Кути, виражені в радіанах, є безрозмірними для методу аналізу розмірностей.
Більшість одиниць кутового вимірювання визначені таким чином, що один оберт (тобто одне повне коло) дорівнює n одиницям, для деякого цілого числа n. Два винятки — радіан та діаметрова частина.
Оберт (n = 1)
Оберт, повне коло — це повний круговий рух (коли відбувається повернення до початкової точки). Оберт позначається τ, cyc, rev, rot.
Квадрант (n = 4)Квадрант це 1/4 від оберту, тобто прямий кут. Ця одиниця використовувалася в Началах Евкліда. 1 кв. = 90° = π/2 рад = 1/4 оберт = 100 °. У Німеччині для позначення квадранта використовують символ ∟.

## Класифікація та різновиди плоских кутів

### За величиною
|  |  |  |  |  |  |

Залежно від величини кути поділяються на декілька категорій.
- Розгорнутим кутом називають кут, обидва промені якого лежать на одній прямій, по різні боки від вершини. Величина такого кута приймається рівною 180° і дорівнює за означенням радіана {\displaystyle \pi } радіан.
- Прямий кут дорівнює половині розгорнутого кута. Прямі кути утворені взаємно перпендикулярними променями. Величина прямого кута становить 90° або {\displaystyle \pi /2} радіан.
- Гострими кутами називають кути, менші за прямі. Величина гострих кутів лежить у проміжку від 0° до 90°, або в радіанах від 0 до {\displaystyle \pi /2}
- Тупі кути більші від прямих, але менші від розгорнутих, їхня величина лежить у проміжку від 90° до 180°, або від {\displaystyle \pi /2} до {\displaystyle \pi }.
- Неопуклі кути (більше 180°, але менше 360°)
- Кут, вдвічі більший від розгорнутого, називається повним. Його величина у радіанах дорівнює відношенню довжини кола до радіуса, що становить {\displaystyle 2\pi }. У градусах це 360°.

### Вертикальні та прилеглі кути
|  |  |  |  |  |

Два кути, які мають спільну сторону, називаються прилеглими.
При перетині двох прямих утворюються чотири нерозгорнуті кути: дві пари вертикальних кутів, чотири пари суміжних кутів. Протилежні між собою вертикальні кути конгруентні. Суміжні кути разом утворюють розгорнутий кут, тому їхня сума дорівнює 180°, або в радіанах — {\displaystyle \pi }.
Два кути, які в сумі утворюють прямий кут, називаються комплементарними. Сума комплементарних кутів дорівнює 90°, або, в радіанах, {\displaystyle \pi /2}. Обидва кути є гострими.

### Центральний та вписаний кути

Вписаний кут θ дорівнює половині величини центрального кута 2θ, що спирається основою на ту ж дугу (рожевого кольору). Тобто кут θ не змінює своєї величини при переміщенні вершини уздовж кола (зелений та блакитний кути). Зовнішній кут для вписаного з іншого боку кута кола має ту ж величину θ (коричневого кольору)

Будь-які конкретній дузі кола можна зіставити єдиний центральний і безліч вписаних кутів.
|  |  |

- Центральний кут — кут з вершиною у центрі кола. Величина центрального кута дорівнює градусній мірі дуги, розташованої між сторонами цього кута.
- Вписаний кут — кут, вершина якого лежить на колі, а сторони перетинають це коло. Величина вписаного кута дорівнює половині градусної міри дуги, обмеженої його сторонами. Усі вписані кути, що спираються на одну і ту ж дугу, є однаковими.
- Величина вписаного кута дорівнює половині величини центрального кута, що спирається біля основи на колі на ту ж дугу (див. рис.).

## Бісектриса кута

Бісектриса кута (червоний промінь)

Бісектрисою (від лат. bis — «двічі» та лат. seco — «розтинаю») кута називається промінь, що проходить через вершину кута і ділить його навпіл. Кожна точка бісектриси однаково віддалена від сторін кута (і, навпаки, будь-яка точка внутрішньої області кута, що є рівновіддаленою від сторін кута, лежить на його бісектрисі).
Бісектриси вертикальних кутів є продовженням одна одної. Бісектриси суміжних кутів є взаємно перпендикулярними.

## Кути у многокутниках

### Теорема про суму внутрішніх кутів многокутника
Теорема про суму внутрішніх кутів многокутника 
У евклідовій геометрії сума внутрішніх кутів αi довільного n-кутника без самоперетинів дорівнює {\displaystyle \sum _{i=1}^{n}\alpha _{i}=(n-2)\cdot 180^{\circ }.}
Так, наприклад:
- сума внутрішніх кутів трикутника дорівнює 180°;
- чотирикутника 360°;
- п'ятикутника 540° тощо.

У гіперболічній геометрії сума кутів трикутника завжди менша 180°.
У сферичній геометрії сума кутів трикутника завжди більша 180°.

### Теорема про зовнішній кут трикутника

Ілюстрація до теореми про зовнішній кут трикутника:

Теорема про зовнішній кут трикутника: Зовнішній суміжний кут трикутника дорівнює сумі двох інших внутрішніх кутів трикутника. (див. рис.): {\displaystyle d=a+c.}

## Кути у стереометрії
Поняття кута використовується також у стереометрії, тобто в геометрії тривимірного простору, в якій вводяться поняття двогранного, тригранного і т. д. та тілесного кута.
Двогранний кут — фігура, утворена двома півплощинами, обмеженими спільною прямою. Півплощини, які утворюють тілесний називають гранями, а пряму, що їх обмежує, ребром. Для визначення величини двогранного кута використовується плоский кут на площині, перпендикулярній до площини ребра двогранного кута.
Тригранний кут — це частина простору, обмежена трьома плоскими кутами зі спільною вершиною і попарно загальними сторонами, що не лежать в одній площині. Спільна вершина цих кутів називається вершиною тригранного кута. Сторони кутів називаються ребрами, плоскі кути при вершині тригранного кута називаються його гранями. Кожна з трьох пар граней тригранного кута утворює двогранний кут.
Багатогранний кут — частина простору, обмежена декількома площинами, що перетинаються в одній точці.
Тілесний кут або просторовий кут — частина простору, яка є об'єднанням усіх променів, що виходять з деякої точки (вершини кута) і перетинають деяку поверхню (яка називається поверхнею, що стягує даний тілесний кут). Тілесний кут задається вершиною і незамкненою поверхнею. Може розглядатись як узагальнення поняття плоского кута на випадок тривимірного простору. Для вимірювання тілесних кутів використовується спеціальна одиниця стерадіан. Повна сфера має тілесний кут {\displaystyle 4\pi } стерадіан. Багатогранні кути (у тому числі і тригранний) є частковим випадком тілесного кута.

Двогранний кут
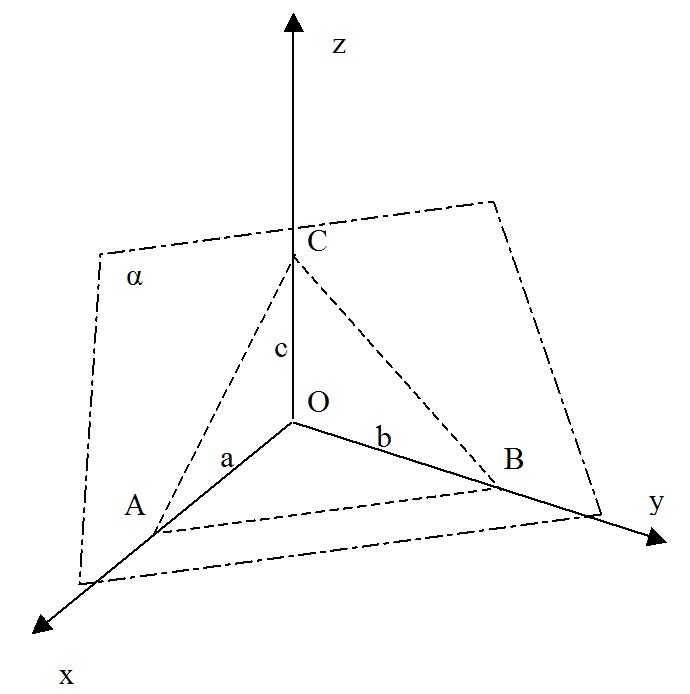
Тригранний кут
Багатогранні кутиБагатогранні кути
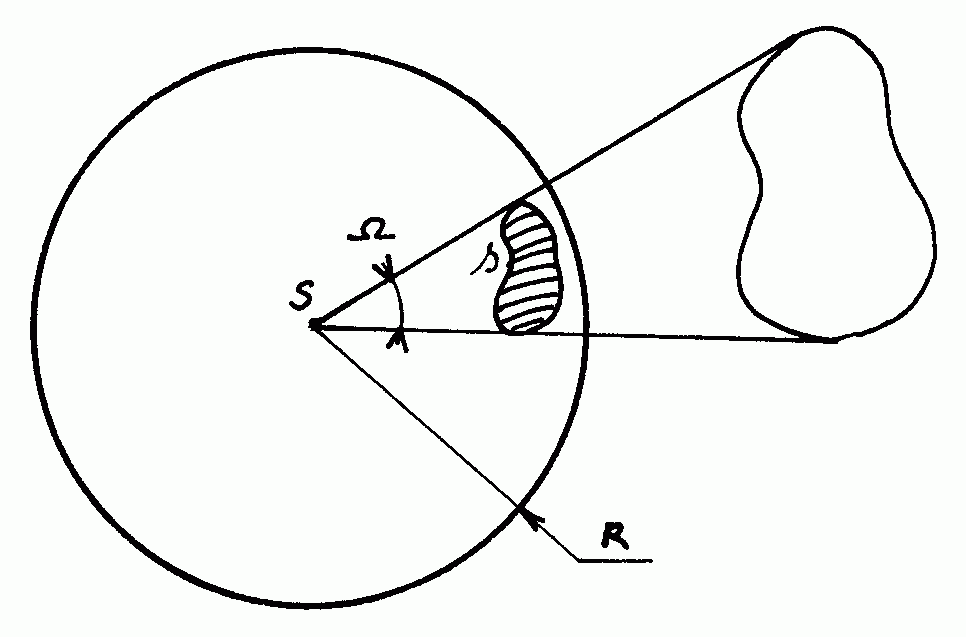
Ілюстрація тілесного кута

За кут між двома кривими, що перетинаються у певній точці, у якій кожна з кривих має визначену дотичну, приймають кут між цими дотичними. Поняття кута узагальнюється також на інші об'єкти, що розглядаються у стереометрії. Так, під кутом між прямою та площиною у просторі мають на увазі кут між цією прямою та її проєкцією на цю площину. Під кутом між двома мимобіжними прямими — розуміють кут між паралельними до них прямими проведеними через одну і ту ж точку.

## Спеціальні кути
| - Кут вертикальний - Граничний кут зрушення - Кут диз'юнктиву - Кут зенітний - Кут максимального осідання - Кут природного укосу - Кут падіння пласта | - Кут укосу уступу - Кут укосу ярусу відвалу - Кути девіації підйомних канатів - Кути повних зрушень - Кути розривів - Комплементарні кути |